# Portaespana
Portaspana es un despoblado del municipio de Graus a escasos 5 km del mismo, en la comarca de Ribagorza, provincia de Huesca, comunidad de Aragón, España.

## Geografía
Se sitúa sobre un montículo en la margen izquierda del río Isábena a unos cinco kilómetros de Graus, desde ahí se tiene una vista general del valle de Graus.
Por ella pasa la ruta senderísta GR-1, o sendero histórico.

## Historia
En la Alta Edad Media era tierra de frontera entre cristianos y musulmanes. El toponímico parece aludir a ello; del latín porta: puerta y del antropónimo germánico Span, generando Puerta de Hispania, Portaespana.
La primera mención en documento escrito es el capitulario de Rosa de 1096 donde se cita a Remon Gonbal de Portspan.
Los últimos vecinos de la población abandonan Portaespana en la década de 1960

## Patrimonio
- La iglesia parroquial, dedicada a Santa Margarita, conserva restos románicos y conserva modificaciones de los siglos XVI y XVII. Varias de las piezas de esta iglesia están en el Museo Diocesano de Lérida. Se encuentra en estado que amenaza derrumbe.[3]
- Tiene la ermita de San Bartolomé, una construcción románica donde se observa el ábside semicircular.[4]
- Conjunto urbano compuesto con las casas de L´Abadía, Garanto, Gaspá, Oncins y Montanuy como muestra de arquitectura popular con detalles artísticos de interés.[2]
- Casa Montanuy, era la casa de mayor tamaño de la población, estando compuesta por tres plantas y contando con un patio abovedado, establo en la parte baja del inmueble, lagar y prensa de vino. Según la piedra inscrita en el acceso del inmueble era del 1564.[5]

## Demografía
Durante las primeras décadas del siglo XX mantuvo 5 casas abiertas.